# Ajaw

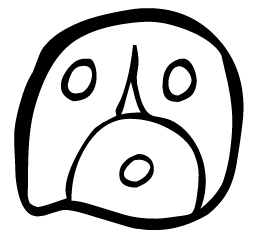
Az „ajaw” mint uralkodói cím maja írással.

Az ajaw vagy ahau (ɑːˈxaʊ: 'úr') egy a Kolumbusz előtti maja civilizáció fennállása idején használt  uralkodói cím vezető vagy király értelemben, amelyet feliratok alapján igazoltak. Ez a neve a maja naptár huszadik napjának is.

## Háttér
A szó számos maja nyelvből ismert, mind a Kolumbusz előtti használatban lévő nyelvekből (például a klasszikus maja nyelv), mind a mai maja nyelvekből (amelyekben megfigyelhetők kisebb eltérések). Az „Ajaw” alak a modernizált helyesírás szerint készült, amelyet a guatemalai Academia de Lenguas Mayas 1994-ben terjesztett elő, és amelyet ma már széles körben elfogadnak a majakutatók. E szabványosítás előtt a spanyol átírásokban a 16. századi jukatek maja nyelvű helyesírást követve gyakrabban írták „Ahau”-nak.
A maja írásban az ajaw szó ábrázolása történhetett logogrammal vagy szótagjelekkel. Mindkét esetben elég sok különböző változat ismert. Az uralkodó képe néha a nap elvont ábrázolása.

## Jelentése

Az "ajaw", mint a maja naptár huszadik napjának a jele.

Ajaw egy adott államban a nemesek vezető osztályának bármelyikét jelölte. Nem korlátozódott egyetlen személyre, jelentése az egyéntől függően „vezető”, „uralkodó”, „úr”, „király” vagy „királynő” volt. Mivel az ajaw vallási tevékenységet végzett, a maja papság tagját is jelölte. A  kuhul ajaw (isteni úr) változat egy államalakulat vezetőjét jelöli, bár az ajaw által ellenőrzött terület és befolyás kiterjedése jelentősen változott, és a kuhul ajaw olyan személyekre is vonatkozhatott, akik elméletileg elismerték egy másik személy, dinasztia vagy állam fennhatóságát. Amikor a címet női uralkodóknak adták, mint például K'awiil Ajaw (Kr. u. 640-681), Cobá uralkodója, a kifejezés elé néha az Ix („nő”) jelet illesztették, hogy jelezzék nemüket.

## Legkorábbi bizonyítékok
A mai Guatemala területén található Holmul klasszikus maja városban található Kʼo régészeti lelőhelyen található a legkorábbi ismert maja uralkodó király sírja. A síremlék keltezése i. e. 350-300-ra tehető. Ez tartalmazza az ajaw intézményének legkorábbi bizonyítékát a maja alföldön.